# Nhật Bản xâm chiếm đảo Batan
Cuộc hành quân xâm chiếm đảo Batan của Nhật Bản (Tiếng Philippines: Paglusob ng mga Hapones sa Isla ng Batan) là bước đầu tiên trong Chiến dịch xâm lược Philippines. Mục đích của cuộc hành quân này là để giành quyền kiểm soát các đường băng địa phương, có thể được sử dụng làm căn cứ tiền phương bằng máy bay chiến đấu cho các hoạt động xa hơn về phía Nam Philippines. Cuộc tấn công lên đảo Batan là cuộc đổ bộ đầu tiên trong số nhiều cuộc đổ bộ khác trước đó; các cuộc đổ bộ khác diễn ra tại Aparri, Vigan, Legaspi, Davao, và đảo Jolo.

## Hoàn cảnh
Người Nhật đã chính thức lên kế hoạch tấn công hạm đội Hoa Kỳ tại căn cứ chính của họ tại Trân Châu Cảng thuộc Lãnh thổ Hawaii từ đầu năm 1941, nhưng ý tưởng này đã được suy đoán không chính thức trong nhiều năm.
Sau cuộc xâm lược Mãn Châu vào năm 1931, bắt đầu cho Cuộc chiến tranh kháng Nhật của người Trung Quốc, Nhật Bản đã dành nỗ lực đáng kể để cố gắng cô lập Trung Quốc và có đủ tài nguyên thiên nhiên để đạt được chiến thắng ở Trung Quốc.  Việc Nhật Bản xâm chiếm Đông Dương thuộc Pháp năm 1940 là một nỗ lực như vậy để kiểm soát nguồn cung cấp. Đáp lại, Mỹ đã ngừng cung cấp máy bay, phụ tùng, máy công cụ và xăng máy bay cho Nhật Bản. Vào tháng 7 năm 1941, Hoa Kỳ đã ngừng xuất khẩu dầu thô sang Nhật Bản, khiến Nhật Bản đứng trước hai lựa chọn: một là rút khỏi Trung Quốc hoặc đảm bảo các nguồn nguyên liệu thô mới ở các thuộc địa giàu tài nguyên, do châu Âu kiểm soát ở Đông Nam Á, như Mã Lai (ngày nay là Malaysia) và Đông Ấn Hà Lan (ngày nay là Indonesia), cả hai là mỏ dầu tự nhiên của Đông Nam Á.
Đầu năm 1941, Tổng thống Hoa Kỳ Franklin D. Roosevelt đã ra lệnh tăng cường quân sự ở Philippines với hy vọng ngăn chặn kế hoạch xâm lược Đông Nam Á của Nhật Bản. Bởi vì Bộ Chỉ huy tối cao Nhật Bản chắc chắn rằng bất kỳ cuộc tấn công nào vào các thuộc địa Đông Nam Á của người Anh sẽ đưa vào người Mỹ vào cuộc chiến, họ đã lên kế hoạch cho một cuộc tấn công tàn khốc chống lại Hạm đội Thái Bình Dương ở Trân Châu Cảng và Philippines.
Đảo Batan là phần đầu tiên của cuộc xâm lược Philippines của Nhật Bản, và xảy ra đồng thời với cuộc tấn công vào Trân Châu Cảng. Mục đính chính của nó là thiết lập một căn cứ không quân cho các hoạt động trong tương lai chống lại lực lượng Hoa Kỳ trên đảo Luzon.

## Đổ bộ và kết quả
Cuộc xâm lược chủ yếu được phát động từ cảng Takao của Nhật Bản trên đảo Đài Loan vào ngày 8 tháng 12 năm 1941. Lực lượng đổ bộ đảo Batan, dưới quyền chỉ huy chung của Phó Đô đốc Sueto Hirose, bao gồm một đơn vị chiến đấu hải quân 490 người và một số lượng không xác định lính không quân, trên hai tàu vận tải (Teiun Maru, Kumagawa Maru) được hộ tống bởi khu trục hạm Yamagumo, 4 tàu phóng lôi thuộc lớp Chidori  (Chidori, Manazuru, Tomozuru, Hatsukari), 2 tàu quét mìn thuộc lớp W-13 (W-13, W-14), 2 tàu tuần tra (Tàu tuần tra số 1, Tàu tuần tra số 2), 9 tàu săn ngầm (Shonan Maru số 17, Takunan Maru số 5, Fukuei Maru số 15, Kyo Maru số 2, Kyo Maru số 11, Koeri Maru, Shonan Maru số 1, Shonan Maru số 2, Nagara Maru), 2 tàu rải mìn thuộc lớp Tsubame (Kamome, Tsubame), và 3 pháo hạm cải biên (Aso Maru, Koso Maru, Nampo Maru).  Các binh sĩ chiến đấu nhanh chóng bảo vệ sân bay nhỏ hiện có bên ngoài Basco mà không gặp phải kháng cự, và lực lượng không quân bắt đầu công việc mở rộng vào ngày hôm sau để làm cho nó phù hợp với các máy bay chiến đấu và máy bay trinh sát. Cùng ngày, những chiếc máy bay đầu tiên của Không quân Đế quốc Nhật Bản Trung đoàn Tiêm kích 24 và 50 đã hạ cánh xuống Basco.
Tuy nhiên, trong vài ngày tiếp theo, sự thành công của cuộc ném bom vào Phi trường Clark của Nhật Bản đã khiến căn cứ tại Basco trở nên dư thừa, và công việc bị dừng lại Vào ngày 10 tháng 12, lực lượng đổ bộ đảo Batan rút khỏi đảo Batan và xâm chiếm đảo Camiguin thuộc Quần đảo Babuyan ở phía nam. Cuộc đổ bộ một lần nữa diễn ra mà không gặp sự cố, và việc sở hữu đường băng nhỏ trên Camiguin đã cho Nhật Bản một căn cứ không quân tiền phương chỉ cách Aparri 35 dặm. Họ cũng chiếm được đảo Calayan gần đó.

## Hậu quả
Nhìn lại, các cuộc đổ bộ tiến công ở phía bắc Luzon, bao gồm cả đảo Batan và Camiguin, đạt được rất ít giá trị chiến lược hoặt chiến thuật. Các sân bay chiếm được rất nhỏ, và với sự tiến quân nhanh chóng của người Nhật vào trung tâm Luzon, các sân bay đó trở nên không cần thiết cho các hoạt động tiếp theo.